# 猴嘴街道
猴嘴街道，是中华人民共和国江苏省连云港市连云区下辖的一个乡镇级行政单位。

## 行政区划
猴嘴街道下辖以下地区：
新航社区、新民社区、盐坨社区、文明社区、振云社区和台北盐场社区。